# Josef Wallach

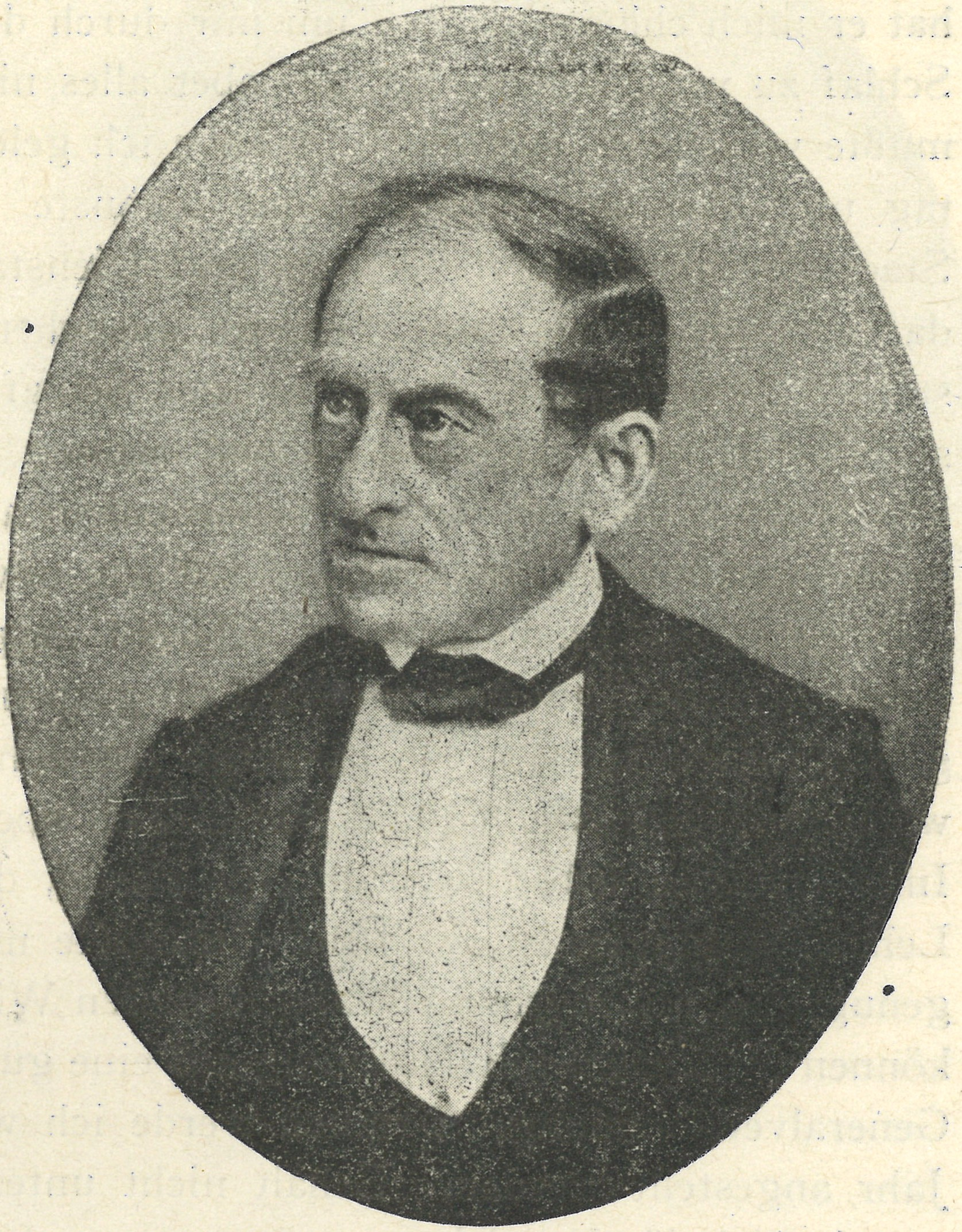
Josef Wallach

Josef Wallach (* 21. Juli 1813 in Kassel; † 21. März 1878 in Frankfurt am Main) war ein deutscher Arzt, der 1845 zum Leibarzt von Wilhelm II. von Hessen-Kassel berufen wurde.

## Leben
Wallach wurde am 21. Juli 1813 in Kassel geboren. Seine medizinische Ausbildung absolvierte er in Marburg, wo er von 1832 bis 1836 Heilkunde studierte. Nach seinem Staatsexamen wollte er sich in Kassel als Arzt niederlassen, erhielt aber von der Regierung keine Erlaubnis. Er übersiedelte daher in die Vereinigten Staaten von Amerika, wo er 1841 als Arzt tätig war. Bereits 1842 kehrte er jedoch nach Europa zurück und ließ sich in Wolfhagen nieder. 1843 zog er erneut um, nach Frankfurt-Bockenheim. Wilhelm II. von Hessen-Kassel, der zu dieser Zeit in Frankfurt residierte, machte ihn 1845 zu seinem Leibarzt. 
In Frankfurt war er bis 1876 praktisch, aber auch schriftstellerisch tätig. Im Herbst 1876 verübte ein Patient ein Attentat auf Wallach, das er jedoch überlebte. Infolge von Verletzungen, die er durch das Attentat erlitt, starb er am 21. März 1878.
Wallach war zwischen 1852 und 1875 sieben Jahre lang Präsident des Physikalischen Vereins in Frankfurt.
Wallach verfasste Beiträge für die medizinischen Zeitschriften Haeser’s Archiv, Siebold’s Monatsschrift und Canstatt’s Jahresbericht. Außerdem übersetzte er englischsprachige Fachbücher.

## Werke (Auswahl)
- Ueber das Alterthum der indischen Medicin, 1839; Übersetzung von On the Antiquity of Hindu Medicine von John Forbes Royle
- Bemerkungen und Betrachtungen aus dem Gebiete der Medicin, 1840, Original von Henry Holland, 1. Baronet
- Von den Krankheiten des Nervensystems, 1842, Übersetzung von Lectures on the nervous systems and its diseases von Marshall Hall
- Untersuchungen über die Textur des Rückenmarks, 1842
- Das Leben des Menschen in seinen körperlichen Beziehungen für Gebildete dargestellt, 1859